# Heraheiligtum (Pergamon)

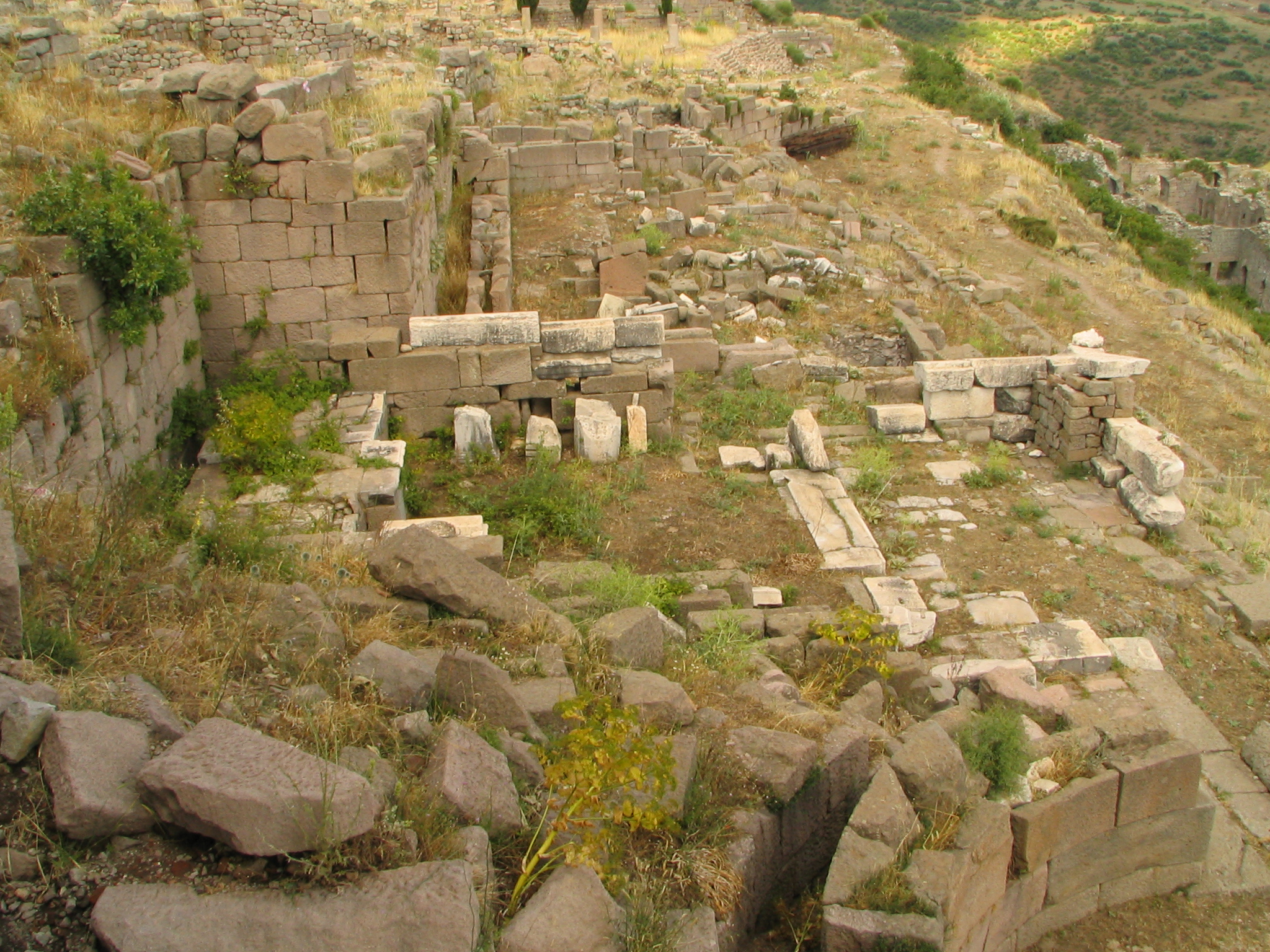
Heratempel und Heiligtum von Westen

Das Heraheiligtum von Pergamon ist eine Kultanlage der Hera Basileia aus dem 2. Jahrhundert v. Chr. am südlichen Abhang der Akropolis von Pergamon. Der zugehörige Tempel wurde 1906 bei den Ausgrabungen des Gymnasions von Pergamon entdeckt und ab 1911 ausgegraben.

## Lage
Das Heiligtum der Hera Basileia lag nördlich der oberen Gymnasionsterrasse und obgleich es sich um eine unabhängige Anlage handelte, war seine südliche Stützmauer mit der oberen Mauer des Gymnasions konstruktiv verbunden. Als Temenos nutzte man den schmalen, Ost-West-gerichteten Streifen, der sich zwischen Gymnasion und Berghang ergeben hatte. Die Orientierung wies dabei von der des Gymnasions in östlicher Richtung nach Norden leicht ab. Im Osten wurde das Areal von einem Teil der „philetairischen“ Stadtmauer begrenzt, im Westen schloss der sogenannte Bau Z das Gelände ab. Im Süden stand als Begrenzung die nördliche Stützmauer des Gymnasionskomplexes.
Das Heiligtum bestand aus zwei parallelen, längsgerichteten Terrassen, deren südliche 107,40 Meter, deren nördliche 109,80 Meter über Meereshöhe lag. Die obere trug in etwa mittig den sich nach Süden öffnenden Heratempel, dem im Westen eine 6 Meter breite Exedra, im Osten ein in seiner Funktion nicht näher zu bestimmender großer Bau zur Seite standen. Die beiden Terrassen waren über eine 7,46 Meter breite, aus elf Stufen gebildete Treppe vor der Tempelfront miteinander verbunden. Neben Bau Z befand sich eine weitere schmale Nebentreppe. Von dort aus war auch ein Zugang zum ionischen Tempel der oberen Gymnasionsterrasse möglich. Die Stützmauer der höheren Nordterrasse war in feinem Quadermauerwerk auf Sicht gearbeitet und bildete im Bereich der Freitreppe vor dem Tempel die Treppenwangen.

## Tempel
Der etwa 7 × 12 Meter große Tempel erhob sich auf einem dreistufigen Unterbau, der die vorgelagerte Treppe gleichsam mit leicht erhöhten Stufen verlängerte, und war als viersäuliger Prostylos gebildet. Die Stufen des Unterbaus waren an den Langseiten des Tempels nur so weit ausgeführt, wie es der nach Norden ansteigende Fels der oberen Terrasse zuließ. Bestanden alle übrigen Bauten des Heiligtums aus Andesit, so waren die außen sichtbaren Teile des Tempels aus Marmor gearbeitet oder zumindest mit Marmor verkleidet. Trotz der Verwendung des in Pergamon eher seltenen Materials, war die Bauausführung nachlässig, ohne dass man intentionelle Unfertigkeit unterstellen könnte. Viele Bauglieder waren nicht abschließend geglättet. Ist das für nicht sichtbare Architekturelemente im rückwärtigen Teil des Baus noch verständlich und auf Kostenvermeidung zurückzuführen, so sind Gründe hierfür im Bereich etwa der Fläche für die Weihinschrift auf dem Architrav nicht zu finden. Gleiches gilt für die allenthalben feststellbaren Schwankungen in den Abmessungen der einzelnen Bauglieder, bei Profilhöhen und Abständen. Der festzustellende Ausführungsstandard wird daher eher in der Beauftragung von nur durchschnittlich begabten Architekten und Werkstätten zu suchen sein.

### Außenbau
Die vier Frontsäulen des Tempels hatten einen Achsabstand von 2,13 Meter und waren nur facettiert, die Kanneluren waren also nicht ausgeführt, sondern wiesen an ihren Rändern lediglich einen 1 Zentimeter starken glatten Saum auf. Facettierung der Säulen kommt in Pergamon zwar häufiger vor, erstreckt sich aber gewöhnlich nur auf das untere Drittel des Säulenschafts. Aufgrund der Schaftgestaltung mit seinen zwanzig Facetten und dem Fehlen ionischer Basen ist davon auszugehen, dass die Säulen dorische Kapitelle oder pergamenische Blattkranzkapitelle trugen. Reste der Kapitelle wurden nicht gefunden.
Der folgende, nur 34 Zentimeter hohe Architrav besaß als Besonderheit Regulae, die an den Eckbildungen nicht verkröpft, sondern verschnitten waren. Der Architrav trug mittig die Weihinschrift an Hera, ihr Epitheton Basileia wurde anhand anderer Inschriften und aufgrund der Buchstabenverteilung auf den Architravblöcken erschlossen. Als Stifter ist Attalos II. genannt - Attalos, Sohn des Attalos.
Der 47 Zentimeter hohe Fries des Tempels wies bei annähernd quadratischen Metopen eine für die Zeit typische und besonders in Pergamon häufig anzutreffende Rhythmisierung des Triglyphons von je drei Triglyphen und Metopen pro Joch auf.
Das durch ein lesbisches Kyma als ionisierendes Element vermittelte Geison weist die für das dorische Gesims üblichen Hängeplatten, mutuli, auf, allerdings nimmt deren Verteilung keine Rücksicht auf den Rhythmus der Frieszone. Im Gegensatz zu Ausformungen der griechischen Klassik besaß auch das Schräggeison der Giebelfront Mutulusplatten, was sie als rein dekoratives Element im Tempelbau hellenistischer Zeit ausweist.
Rein dekorativ waren auch die Wasserspeier an den Simen der Langseiten, da sie nicht durchbohrt waren, ihre Funktion also nicht ausüben konnten. Von den Akroteren sind nur Basenfragmente mit Blattkelchen, aus denen frei gearbeitete Stängel traten, erhalten. Die Antefixe der Dacheindeckung trugen als Dekoration Palmetten zwischen kleinen Ranken.

### Innenraum
Der Pronaos war etwa halb so tief wie die Cella und war mit Marmorplatten gedeckt. An den sich stark verjüngenden Anten vorbei betrat man durch die 2,20 Meter weite Türöffnung die  Cella. Die Innenwände des 5,80 Meter breiten und 6,80 Meter tiefen Raumes, dessen Fußboden 18 Zentimeter über dem Niveau des Pronaos lag, trugen bemalten Wandputz und zumindest die Innenseite der Türwand war nur in Andesit ausgeführt. Der Cellaboden war mit einem feinen, mehrfarbigen Mosaik verziert, dessen Mittelteil in römischer Zeit durch Marmorplatten ersetzt wurde. Die Bettung des Mosaiks wurde den Farben des jeweiligen Mosaikmotivs entsprechend getönt.
Die gesamte Rückwand der Cella nahm die Kultbildbasis ein. Ihr Kern war aus Tuff gebildet, die Sichtflächen mit Marmor verblendet. Die Basis sprang im mittleren Bereich vor und war anscheinend nur in diesem Bereich mit einem abschließenden Fuß- und Kranzprofil versehen. Den Standspuren auf ihrer Oberseite nach zu urteilen, diente sie der Aufstellung von drei Kultbildern. Ob die mittlere Statue auf ihrer größeren Standfläche dabei als Sitzstatue ausgeführt wurde oder im Gegensatz zu den äußeren Statuen nur größer dimensioniert war, lässt sich nicht bestimmen.
Direkt an die Kultbildbasis anschließend, stand an der Westseite der Cella eine weitere große Basis, die erst nach dem Verlegen des Mosaiks aufgestellt worden sein kann. Sie trug einer Inschrift auf einem ihrer Orthostaten zufolge das Bildnis einer Galaterin namens Adobogiona. Zwei weitere kleine Basen befanden sich an der Ost- und an der Westwand, beides spätere Aufstellungen.

## Weitere Bauten
Östlich des Tempels und direkt an ihn anschließend befand sich ein großer Baukörper, der sich in eine große östliche Halle und einen kleinen westlichen Raum gliederte. Die Halle erhielt an ihrer Ostseite in römischer Zeit ein als Kline gedeutetes Podest, das über eine kleine Treppe zu erreichen war. Von daher könnte der Raum mit kultischen Speisungen in Zusammenhang gebracht werden. Der ebenfalls erst römische kleine Anbau an der Ostseite des Tempels öffnete sich zu dessen Pronaos durch eine Tür, stand also in direkter Verbindung, doch bleiben seine Funktion und seine bauliche Verbindung zur östlichen Halle unklar.
Im Westen des Tempels schloss sich eine 6 Meter breite, nach Süden sich öffnende Exedra an, von der außer den Fundamenten nichts erhalten ist. Aus dem wenigen lässt sich schließen, dass ihre Stirnen in Antenpfeilern endeten, da deren Fundamentlegung vorhanden ist.
Die Fronten beider Bauten wurden von Wilhelm Dörpfeld mit Säulenstellungen rekonstruiert, doch gibt es hierfür keinerlei Anhaltspunkte.
Ein Brandopferaltar konnte auf der unteren Terrasse in der Achse des Tempels nachgewiesen werden. Ebenfalls auf der unteren Terrasse befand sich ein größeres Fundament vor der östlichen Treppenwange, das die untersten Stufen der Treppe in diesem Bereich überfing. Ob es der Aufstellung eines Weihgeschenkes diente, ist unklar.